# Praunheimer Werkstätten

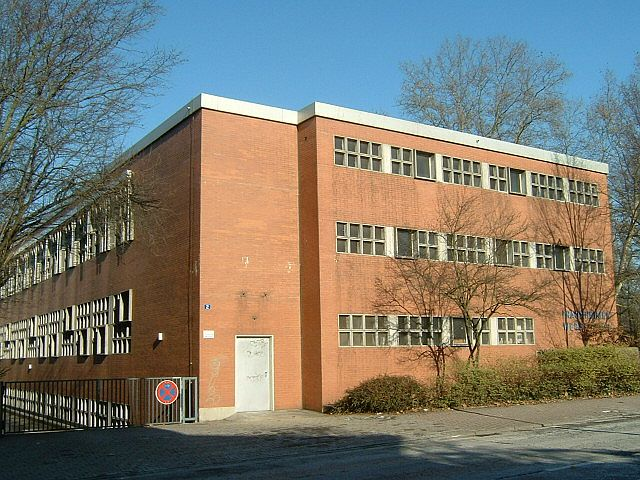
Die alten Praunheimer Werkstätten an der Praunheimer Brücke, jetzt Flüchtlingsunterkunft "AP2"

Die Praunheimer Werkstätten gemeinnützige GmbH (pw°) ist eine Werkstatt für Menschen mit Behinderung in Frankfurt am Main.

## Geschichte
Von 1928 bis 1945
Am 6. Dezember 1928 beschloss die Stadtverordnetenversammlung von Frankfurt am Main, eine Anlernwerkstätte für berufsunreife, schulentlassene Knaben und Mädchen zu eröffnen. Dieser Beschluss wurde am 3. Juli 1929 mit der Eröffnung einer Anlernwerkstätte für Knaben auf dem Gartengelände der Berufsschule VI in Frankfurt-Niederrad und einer Anlernwerkstätte für Mädchen in Frankfurt-Oberrad umgesetzt. Dies ist der Beginn der Geschichte der Praunheimer Werkstätten. Leiter der Anlernwerkstätte für Knaben war Fritz Lennig. 1930 erfolgte der Umzug der Anlernwerkstätte in die ehemalige Euler’sche Fertigungshalle für Flugzeuge in Niederrad. Allerdings wurde die Werkstatt 1932 aus Kostengründen in die Turnhalle der Berufsschule VI zurückverlegt.
Nach der Machtergreifung der Nationalsozialisten wurden die Werkstätten für Knaben gemäß Magistratsbeschluss vom 10. April 1933 dem Fürsorgeamt angegliedert. Im Sommer 1933 wurde die Arbeit der Anlernwerkstätte für Mädchen aus Kostengründen beendet.
Fritz Lennig, der zwischenzeitlich als Fürsorger der Kreisstelle 8a des städtischen Fürsorgeamts in Griesheim tätig war, konnte im Juli 1938 die Anlernwerkstätte für männliche Jugendliche in der Bäckergasse 17 wieder neu eröffnen. Träger war nun der stadtnahe Verein Arbeitshilfe für Jugendliche. Amtliche Begründung für die Wiedereröffnung war die „Geeignetmachung von Teil- und Restarbeitskräften für den Arbeitseinsatz“. Im Mai 1939 folgte die Wiedereröffnung der Anlernwerkstätte für weibliche Jugendliche in der Einhorngasse durch den Verein.
Im Zweiten Weltkrieg wurden die Werkstätten des Vereins bei den alliierten Bombenangriffen 1943 und 1944 zerstört oder schwer beschädigt. Einziger verbleibender Standort waren Räume am Sandweg. Mit dem Ende des Krieges 1945 musste die Anlernwerkstätte ihre Arbeit einstellen.
1949 bis 1965

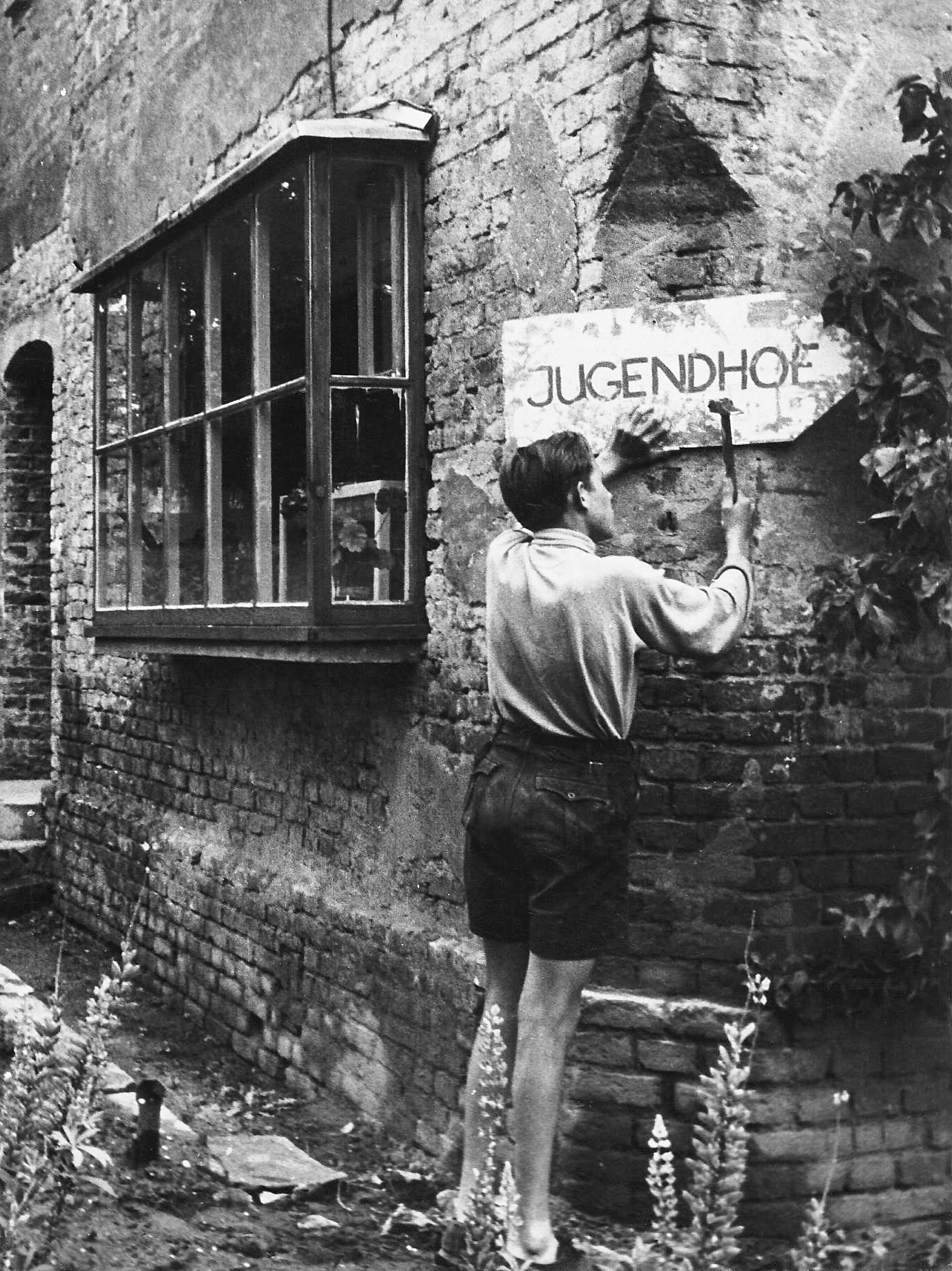
1949 – Der Jugendhof entsteht

Im Juni 1949 konnte Fritz Lennig auf dem Gelände der Praunheimer Mühle (direkt neben der Praunheimer Brücke) den Neuaufbau des Jugendhofs Praunheim mit Anlernwerkstätte und Mädchenwohnheim beginnen. Das Gelände wurde von der Stadt als Erbbaurecht zur Verfügung gestellt. 1957 wurde eine Beschützende Werkstatt für Menschen mit geistiger Behinderung als Abtrennung in Rödelheim eingerichtet. Am 31. Oktober 1963 ging Fritz Lennig in Rente. 1965 übernahm Peter Lennig, der Sohn von Fritz Lennig, die Leitung der Werkstatt Praunheim. Der Neubau der Werkstatt im gleichen Jahr wurde von der Stiftung Waisenhaus finanziert. Die Stadt mietete das Gebäude von der Stiftung und stellte es den Praunheimer Werkstätten zur Verfügung. Zu diesem Zeitpunkt bestanden 200 Arbeitsplätze.

Die Praunheimer Werkstätten wachsen weiter
1968 erfolgte der Umbau der Praunheimer Mühle in ein Wohnheim für 25 männliche Bewohner mit einer geistigen Behinderung und im Mai 1973 die Eröffnung der Zweigwerkstatt Fechenheim mit 100 Beschäftigungsplätzen für Menschen mit geistiger Behinderung in der Gründenseestraße. 1976 wurde das zweite Wohnheim Am Wendelsgarten in Frankfurt-Bonames bezugsreif und im Januar 1982 nahm die Werkstatt Höchst den Betrieb auf.
1983 erfolgte die Umwandlung der Praunheimer Werkstätten in eine gemeinnützige GmbH.
1985 wurde die Tagesförderstätte der Werkstatt Höchst eröffnet. Im Jahr 1986 arbeiteten an diesem Standort 520 Personen. Im Jahre 1960 waren es erst 61 gewesen.

Weitere Entwicklungsschritte:
- Februar 1988: Gründung der ersten Außenwohngruppe in der Römerstadt
- April 1989: Umzug der Werkstatt Fechenheim an die Wächtersbacher Straße
- 1991: Eröffnung des Wohnheims Hohemarkstraße in Niederursel
- 1992: Eröffnung des Wohnheims Starkenburger Straße in Fechenheim

Im September 1993 wurde Wolfgang Rhein Geschäftsführer. Auch unter der neuen Leitung ging die Expansion weiter. 1994 erfolgte die Gründung der Ambulanten Dienste, 1995 die Eröffnung des Werkstattladens in den Räumen der Bürgerberatung auf dem Römerberg. Im Sommer 1997 erfolgte der Abschluss der Sanierung und Erweiterung des Wohnheims auf der Praunheimer Mühle.

Weitere Entwicklungsschritte:
- Mai 2003: Erweiterung der Werkstatt Fechenheim samt ihrer Tagesförderstätte.
- Sommer 2003: Bezug des Wohnverbunds West in Höchst.
- Herbst 2005: Umbau in der Wohnanlage Starkenburger Straße für ein tagesstrukturierendes Angebot für ältere Menschen mit geistiger Behinderung.
- Herbst 2005: Gründung der integrativen Großküche »Cook Company« in Bergen-Enkheim.
- 2007: Gründung der Ambulanten Dienste/Teilhabeassistenz an Schulen.
- 25. April 2008: Die Tagesförderstätte der Werkstatt Höchst wurde erweitert.
- 2011: Eröffnung der Beratungsstelle BLICK:PUNKT.
- 2013: Bezug der neuen Tagesförderstätte in Alt-Praunheim 4c.
- 2015: Bezug der neuen Werkstatt samt weiterer Tagesförderstätte am Standort Praunheim in der Christa-Maar-Straße.

Im September 2018 übernahmen Andreas Schadt und Thomas Schmitter die Geschäftsführung. Wolfgang Rhein wechselte in den Ruhestand.
Seit September 2023 ist Andreas Schadt alleiniger Geschäftsführer der Praunheimer Werkstätten.

Jüngste Entwicklungsschritte:
- 2017: Einrichtung eines Zentralen Aufnahme- und Teilhabemanagements.
- 2020: Schließung des Wohnheims Hohemarkstraße in Niederursel.
- Inklusive Erweiterung der Angebote im Bereich Wohnen: Eröffnung neuer Standorte in den Stadtteilen Höchst und Preungesheim (BeWo plus).

## Förderverein und Stiftung
Zur Unterstützung der Praunheimer Werkstätten wurde 1992 vor allem von betroffenen Eltern ein Förderverein gegründet. 2000 folgte die Gründung der Stiftung Praunheimer Werkstätten. Seit ihrer Gründung hat die Stiftung bis heute weit mehr als 3 Millionen Euro Vermögen zusammengebracht.

## Persönlichkeiten, die in der pw° tätig waren
- Fritz Lennig, Fürsorger der Stadt Frankfurt
- Theo Walter, Geschäftsführer des Vereins »Arbeitshilfe für Jugendliche«, für seine soziale Arbeit 1959 mit dem Bundesverdienstkreuz 1. Klasse geehrt[2]
- Boris Rhein, Zivildienstleistender als Betreuer (1997–1998)
- Willi van Ooyen, 1997 bis 2008 war er als Abteilungsleiter, Prokurist und Pädagogischer Leiter

## Lageinformationen
- Geschäftsstelle in Praunheim

- Praunheimer Mühle

- Wohnanlage Starkenburger Straße

- Wohnverbund West

- Wohnverbund Nord

- Werkstatt Höchst

- Werkstatt Fechenheim

- ehemalige Werkstatt Praunheim
- Werkstatt Praunheim

- Beratungsstelle BLICK:PUNKT